# La Leggenda New Trolls
La Leggenda New Trolls è stato un gruppo musicale italiano guidato da Vittorio De Scalzi.

## Storia del gruppo
In seguito allo scioglimento dei New Trolls, avvenuto nel 1997, Vittorio De Scalzi e Nico Di Palo avevano percorso strade differenti. Vittorio De Scalzi aveva proseguito da solo, formando La Storia dei New Trolls, mentre Di Palo ha militato ne Il Mito New Trolls, insieme a Ricky Belloni, Gianni Belleno e Giorgio Usai. Alla fine del 2006 Di Palo ha abbandonato Il Mito New Trolls e si è ricongiunto a De Scalzi e, insieme a Alfio Vitanza (voce e batteria), Andrea Maddalone (voce e chitarre), Mauro Sposito (voce e chitarre) e Francesco Bellia (voce e basso), hanno dato vita al gruppo.
Il primo concerto della formazione è avvenuto il 13 gennaio 2007 presso il Teatro Carlo Felice di Genova. Nello stesso anno è stato pubblicato l'album di debutto Concerto grosso: The Seven Seasons, che riprende la stessa commistione tra rock e musica classica che ha caratterizzato i primi due concerti grossi incisi dai New Trolls. Successivamente, il gruppo intraprende il tour Trilogy Live, facendo tappa nei teatri d'Italia, Corea del Sud, Giappone e Messico, durante il quale vengono proposti integralmente i primi due Concerti Grossi, compresi i rispettivi lati B (fatta eccezione per i brani Vent'anni e Bella come mai, dal Concerto grosso n. 2) seguiti dall'esecuzione integrale di Concerto grosso: The Seven Seasons; per l'occasione il gruppo si avvale dell'accompagnamento di un'orchestra sinfonica diretta dal maestro Stefano Cabrera, con primo violino Roberto Izzo. Da questo tour viene realizzato DVD, con la registrazione integrale del concerto tenutosi a Trieste il 5 agosto 2007. Parallelamente il gruppo tiene anche concerti tradizionali, dove viene dato maggior spazio ai brani più tipicamente pop, senza tuttavia tralasciare estratti dai concerti grossi o dal periodo progressive. In queste occasioni, non è presente l'orchestra, sostituita da basi registrate.
Il 6 dicembre 2007, in seguito a una sentenza, il gruppo è stato costretto a cambiare il nome in La Leggenda New Trolls.
Nel dicembre 2009 Sposito e Vitanza abbandonano il gruppo, venendo sostituiti rispettivamente da Giorgio D'Adamo e Gianni Belleno, componenti storici dei New Trolls. Con questa formazione, il 28 maggio 2011 La Leggenda New Trolls ha eseguito per l'unica volta dal vivo il Concerto grosso n° 3 al teatro Carlo Felice di Genova. Il 7 luglio 2011 D'Adamo ha rivelato di essere stato costretto a lasciare il gruppo per un tempo indefinito, a causa di motivazioni personali, e nello stesso anno anche Belleno ha lasciato la formazione per fondare gli UT New Trolls (gli attuali Of New Trolls). In seguito il gruppo ha proseguito la propria attività dal vivo a nome Nico e Vittorio o La Storia New Trolls, poiché la presenza del primo si è resa incostante per motivi di salute.
Il 5 marzo 2013 è stato pubblicato Concerto grosso n° 3, scritto da Luis Bacalov e registrato con l'orchestra del teatro Carlo Felice.
Nel 2017 Nico Di Palo ha abbandonato il gruppo, entrando l'anno seguente negli Of New Trolls di Belleno.

## Formazione
Ultima
- Vittorio De Scalzi – voce, tastiera, chitarra, flauto traverso (2006-2017)
- Andrea Maddalone – chitarra, voce (2006-2017)
- Francesco Bellia – basso, voce (2006-2017)
- Lorenzo Ottonello – batteria, voce (2016-2017)

Ex-componenti
- Mauro Sposito – chitarra, voce (2006-2009)
- Alfio Vitanza – batteria, voce (2006-2009)
- Giorgio D'Adamo – basso (2009-2011)
- Gianni Belleno – batteria, voce (2009-2012)
- Nico Di Palo – voce, tastiera (2006-2017)

## Discografia

### Album in studio
- 2007 – Concerto grosso: The Seven Seasons
- 2013 – Concerto grosso n° 3
- 2015 – Prog and Pop

### Album dal vivo
- 2007 – Concerto Grosso: Trilogy Live